# CEIP Rei Jaume III

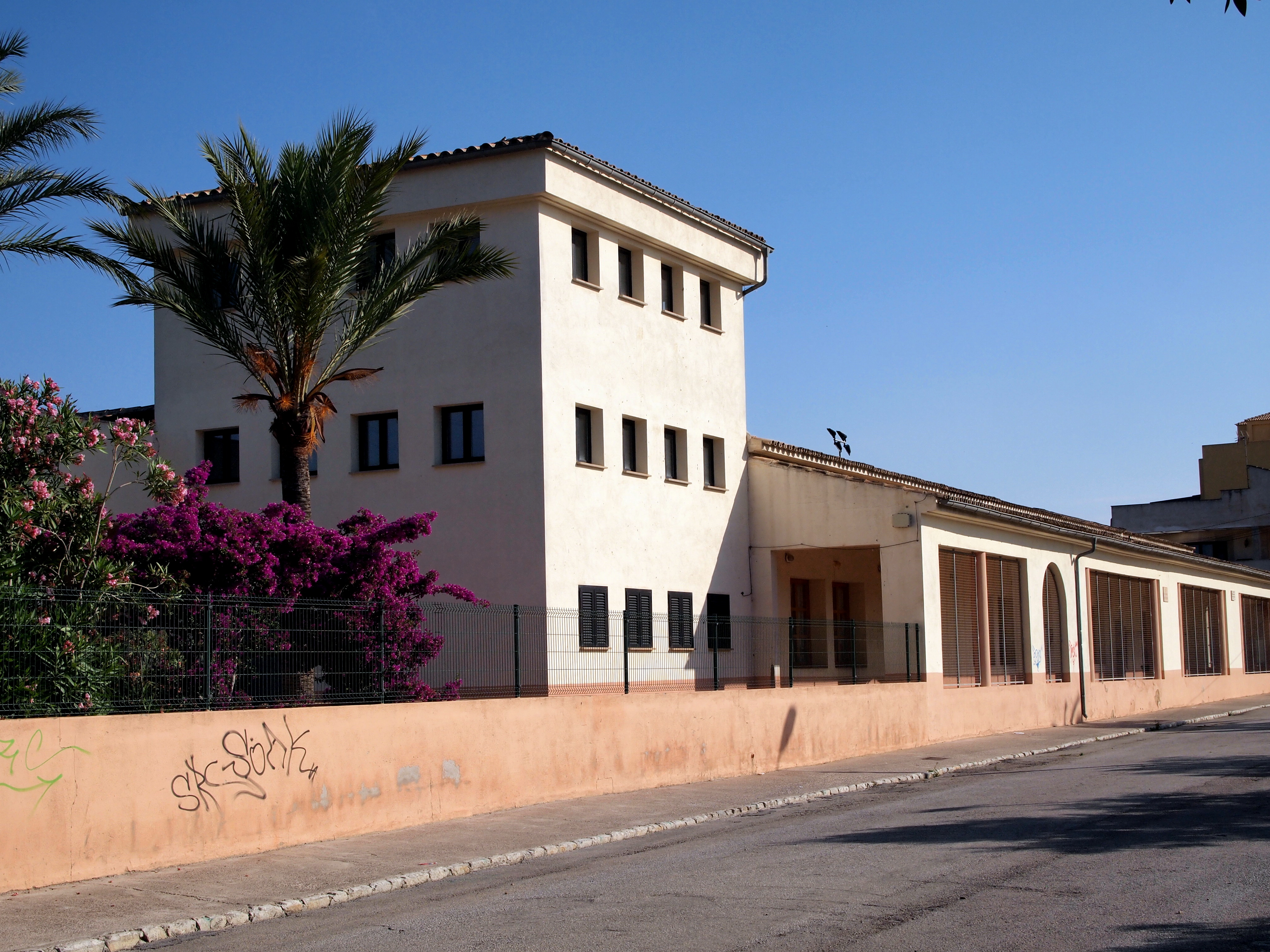
Aules a la façana del carrer Bartomeu Sastre

El CEIP Rei Jaume III és un centre públic d'educació infantil i primària de la vila de Llucmajor, a Mallorca. Fou inaugurat l'any 1941 i s'ubica en un extens solar d'1,34 ha (13 400 m²) als afores de la població, al sud-oest, amb l'entrada principal situada al carrer Bartomeu Sastre. L'edifici fou projectat el 1932 per l'arquitecte Guillem Forteza Pinya (1892-1943). Té una capacitat de 440 alumnes, en dues línies (dos grups per curs). El seu nom recorda al rei Jaume III de Mallorca, darrer rei privatiu de la Corona de Mallorca, que morí a la batalla de Llucmajor (25 d'octubre de 1349), en un lloc anomenat Camp de sa Batalla molt proper a l'escola.

## Història

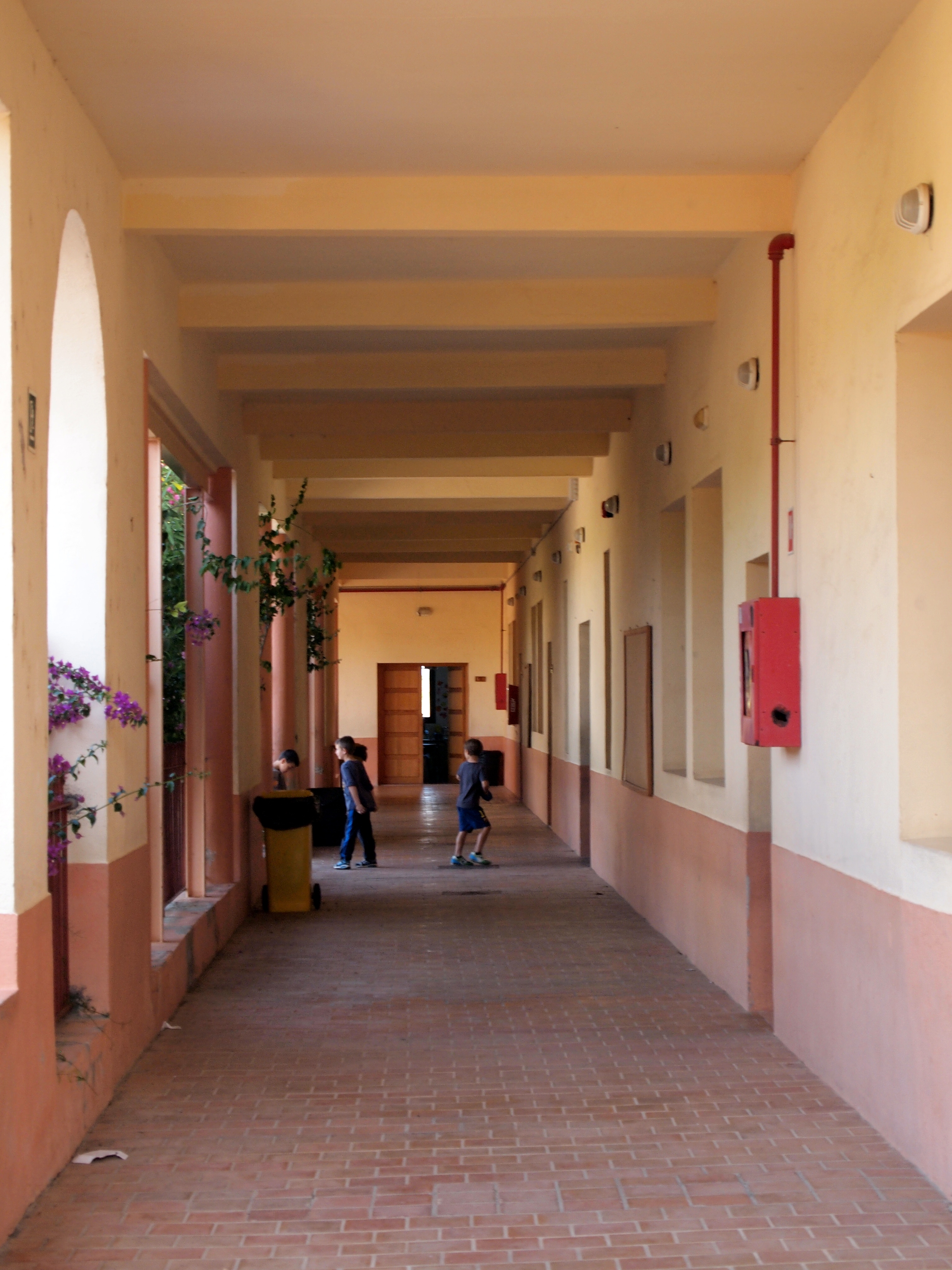
Un dels corredors que hi ha a banda i banda de les aules.

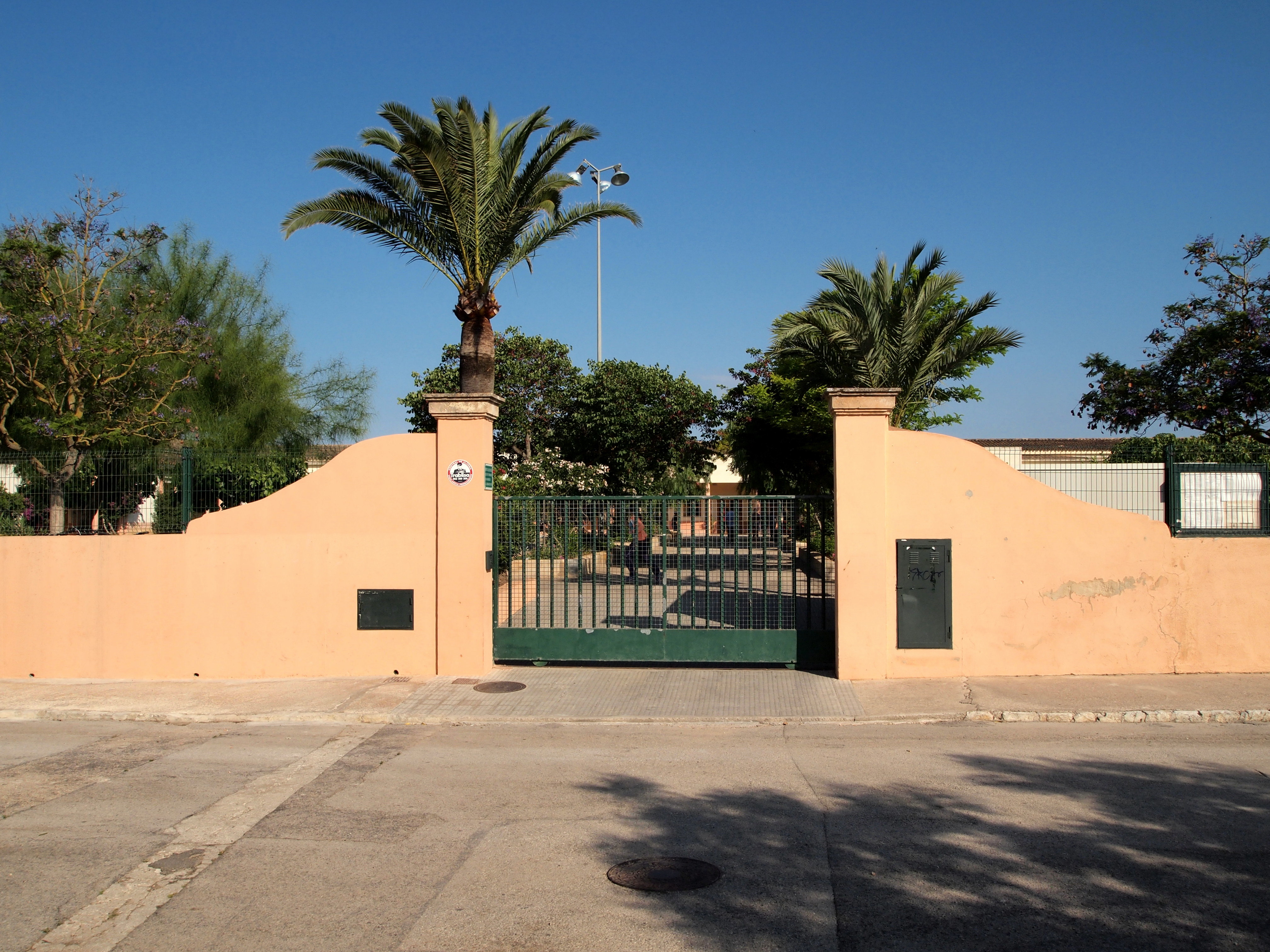
Entrada principal

Al municipi de Llucmajor l'estat dels espais destinats a escola quedà palès a l'Informe presentado al Magnífico Ayuntamiento por el Médico Titular sobre los locales para escuelas, redactat l'any 1917 pel metge Mateu Contestí. D'aquest estudi la conclusió que en tragué l'Ajuntament és que el poble tenia la necessitat imminent de construir un nou edifici escolar que resolgués d'una vegada per totes el seu problema pedagògic. Malgrat tot, des de finals del segle xix els intents duits a terme per part del consistori llucmajorer per construir un nou edifici escolar havien estat múltiples: El 1890 es presentà un projecte signat per Miquel Dalmau, el mestre d'obres que aleshores havia construït l'edifici de l'Ajuntament de Llucmajor, que s'havia de bastir en terrenys expropiats al Convent de Sant Bonaventura; el 1902 es redactà un Proyecto de edificio para escuelas públicas y pescadería, signat per l'arquitecte Juan Guasp Vicens; el 1908 Guillem Reynés i Font (1877-1918) entrega una proposta de modificació del projecte de Juan Guasp; el 1913 l'arquitecte Gaspar Bennàssar i Moner (1869-1933) redactà un Proyecto de Escuela Elemental para Niños y Niñas para la Villa de Lluchmayor, i el 1920 un altre de l'arquitecte Jaume Alenyar i Ginard (1869-1945). Finalment el 1931 l'Ajuntament, presidit pel batlle Bartomeu Sastre Garau, convocà un concurs de projectes per a construir un grup escolar de 24 seccions que el guanyà l'arquitecte Guillem Forteza Pinya.
L'edifici es construí en un solar d'amplíssimes dimensions i de proporcions aproximadament quadrades, la construcció s'ubicà en la meitat septentrional de la parcel·la, alliberant un grandíssim jardí a la meitat sud (actualment Plaça Rufino Carpena). L'edifici traça una planta en forma d'omega amb el pati principal orientat cap al sud. Un corredor ocupa tota la seva façana sud, permetent a les aules –que segueixen la configuració ja estandarditzada– orientar-se cap al nord. Les aules són de 10 m de llarg per 7 m d'ample, la qual cosa dona una superfície de 70 m², amb dos finestrals a cada costat de 2 m d'ampla per 3,2 m d'alçada, la qual cosa permet una perfecta il·luminació.
L'arquitectura de l'escola de Llucmajor és propera a altres arquitectures d'aquell temps, i és semblant al Grup Escolar Collaso i Gil del carrer Sant Pau de Barcelona inaugurat el 1932 obra de Josep Goday i Casals (1881-1936), justament el mateix any del projecte de l'escola de Llucmajor.
L'edifici tenia un pressupost inicial de 247.945 pessetes per les primeres dotze unitats. Es començà a construir l'any 1933, després de la corresponent expropiació d'uns terrenys coneguts com a Na Canals, essent el contractista Antoni Salvà, “Xaco”. El procés de construcció, donades les grans dimensions de l'edifici es trobà amb múltiples impediments al llarg dels anys. I amb l'arribada de la Guerra Civil (1936-1939), amb l'edifici sense estrenar i inacabat, s'hi acomoden les tropes militars durant un parell d'anys, fins i tot un grup de falangistes proven de pegar foc a l'escola. Finalment les obres s'acaben en 1953, deu anys després de la mort de l'arquitecte Forteza.
El 1996 l'edifici estava en tan males condicions que fou tancant i l'equip de govern de l'Ajuntament del batle Gaspar Oliver Mut (PP) optà per enderrocar l'edifici i construir-ne un de nou. Tanmateix es creà una forta oposició per part d'entitats locals i partits en l'oposició (PSM i PSOE). Aquests aconseguiren aprovar una moció per a la conservació de l'edifici, mentre que PP i ASI, en el govern, s'abstengueren.
Durant els anys 2001 i 2002 s'hi realitzà una ampliació, sota la direcció de l'arquitecte Francesc Garau, que l'ha convertit en una escola moderna amb espais i recursos adequats per a dues línies.

## Mestres destacats

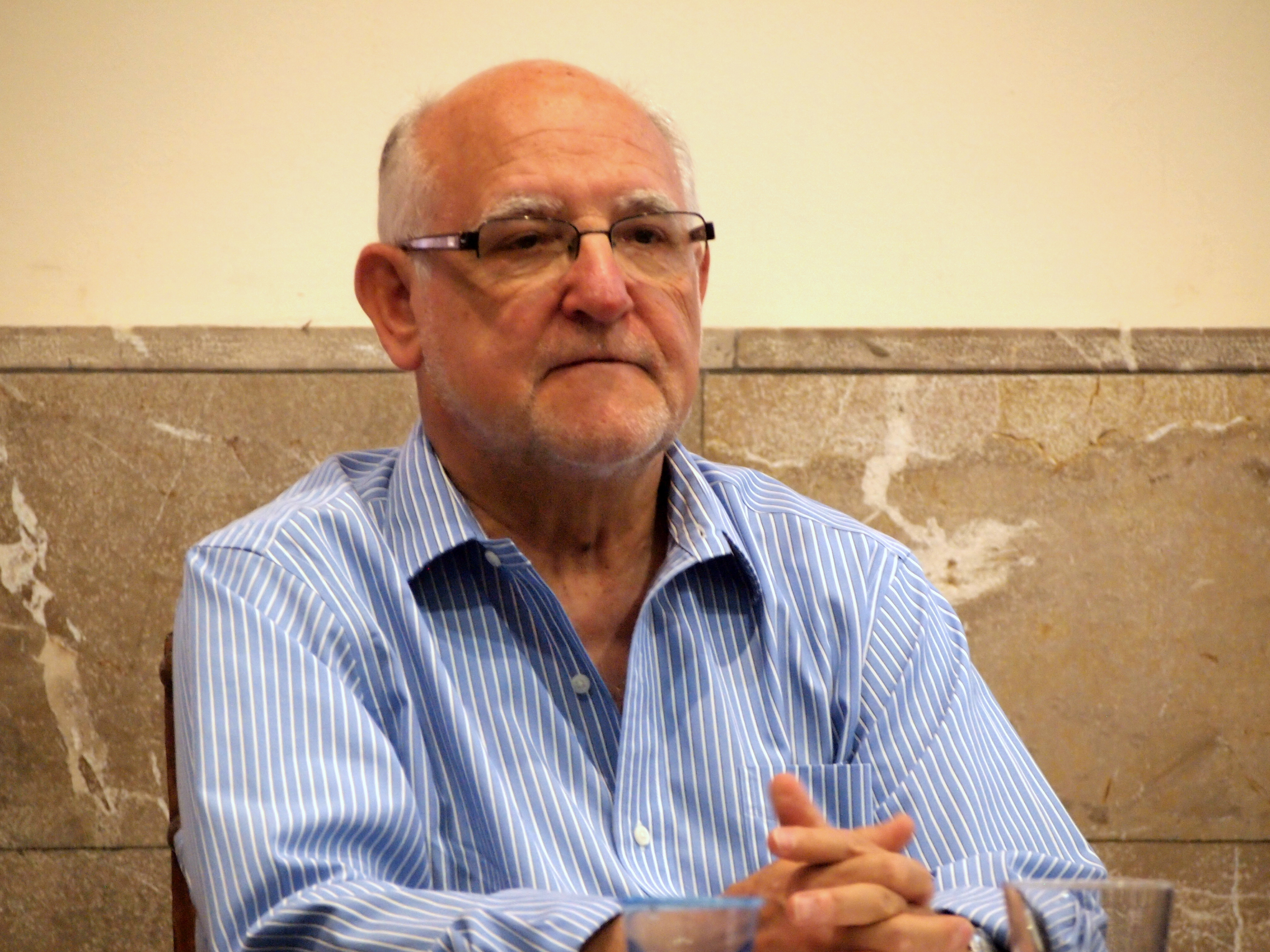
Jaume Oliver Jaume

- Joana Lluïsa Mascaró Melià
- Joan Monserrat Mascaró
- Jaume Oliver Jaume
- Gabriel Ramón Julià

## Alumnes destacats
- Jaume Oliver Jaume
- Jaume Tomàs Oliver